# Elektronika – konstrukcje, technologie, zastosowania
Elektronika – konstrukcje, technologie, zastosowania – miesięcznik naukowo-techniczny, należący do grupy wydawnictw związanych z elektroniką, publikowany przez Wydawnictwo Sigma-NOT. Czasopismo wydawane od 1960 roku.
Właścicielem miesięcznika jest Stowarzyszenie Elektryków Polskich. Elektronika jest wydawana przy współpracy Komitetu Elektroniki i Telekomunikacji Polskiej Akademii Nauk. Redakcja miesięcznika współpracuje z Polską Sekcją Institute of Electrical and Electronics Engineers. Elektronika jest notowana w międzynarodowej bazie publikacji INSPEC, a także w WorldCat OCLC, Index Copernicus, BazTech.
Czasopismo od 2007 znajduje się na polskiej ministerialnej Liście Czasopism punktowanych.
Tematy poruszane na łamach czasopisma:
- materiały, konstrukcje, układy
- systemy, mikroelektronika
- optoelektronika, fotonika
- elektronika mikrofalowa
- mechatronika
- energoelektronika
- informatyka.

Funkcję redaktora naczelnego pełnił w 2024 dr hab. inż. Marek Suproniuk.
W roku 2009 czasopismo nagrodzone statuetką Ministra Infrastruktury „Polska w drodze do Społeczeństwa Informacyjnego”. Uważane w krajowym środowisku naukowo-technicznym elektroniki za jedno z najlepszych merytorycznie czasopism.